# Herb Prus
Herb Królestwa Prus wywodzi się z herbu, jaki nadał Albrechtowi Hohenzollernowi król Polski Zygmunt I Stary, jako dziedzicznemu księciu w Prusach, w akcie hołdu lennego, który miał miejsce 10 kwietnia 1525 w Krakowie, znanym w historiografii polskiej jako hołd pruski 1525.

## Prusy Zakonne (wiek XIII–1466)

Herb Zakonu Krzyżackiego
Herb wielki Wielkiego Mistrza Zakonu Krzyżackiego
Herb mały wielkiego mistrza zakonu krzyżackiego

## Prusy Królewskie (1466–1793)

Herb Prus Królewskich
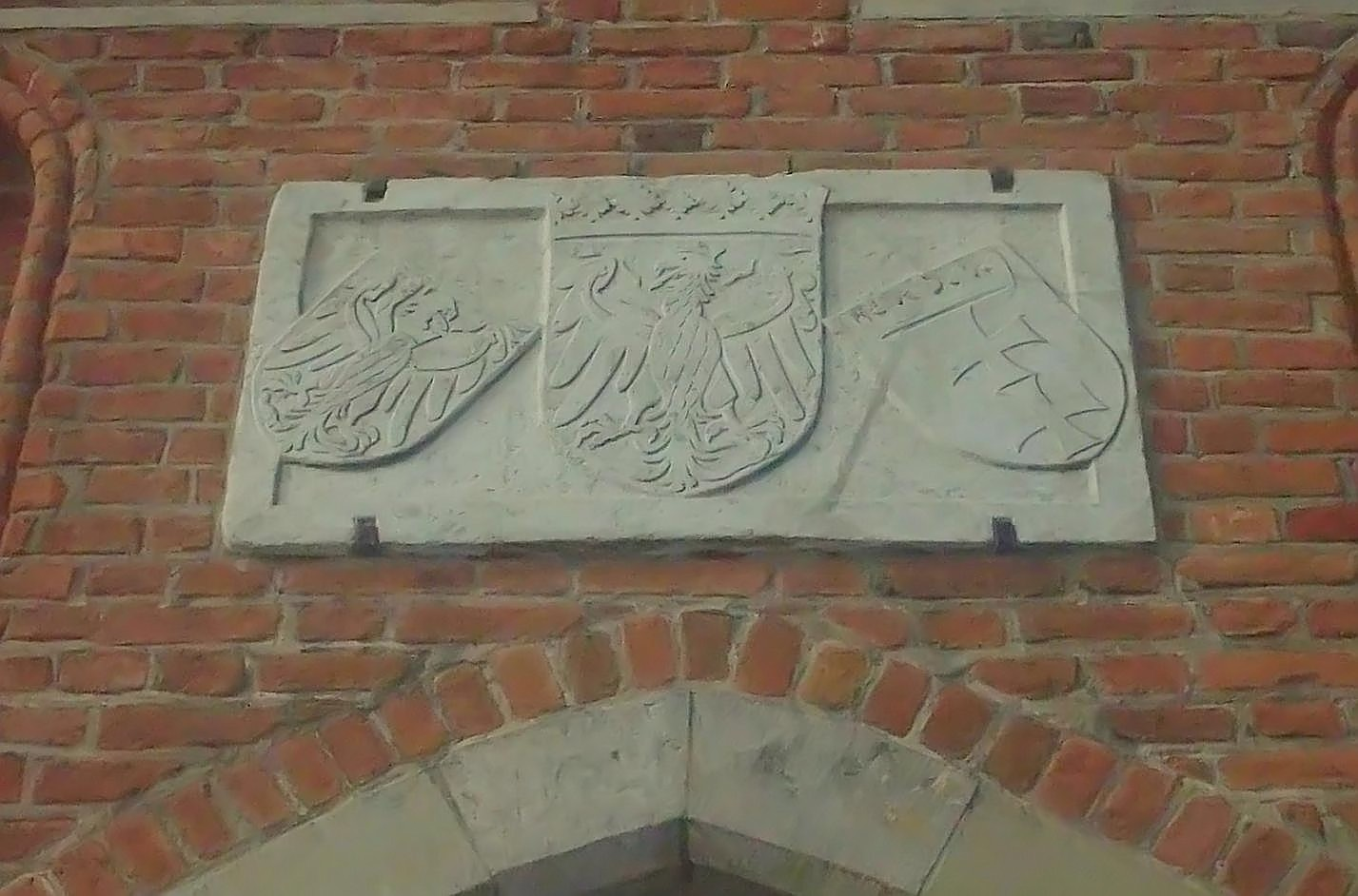
Brama Mariacka w Gdańsku z herbem Prus Królewskich (po lewej)
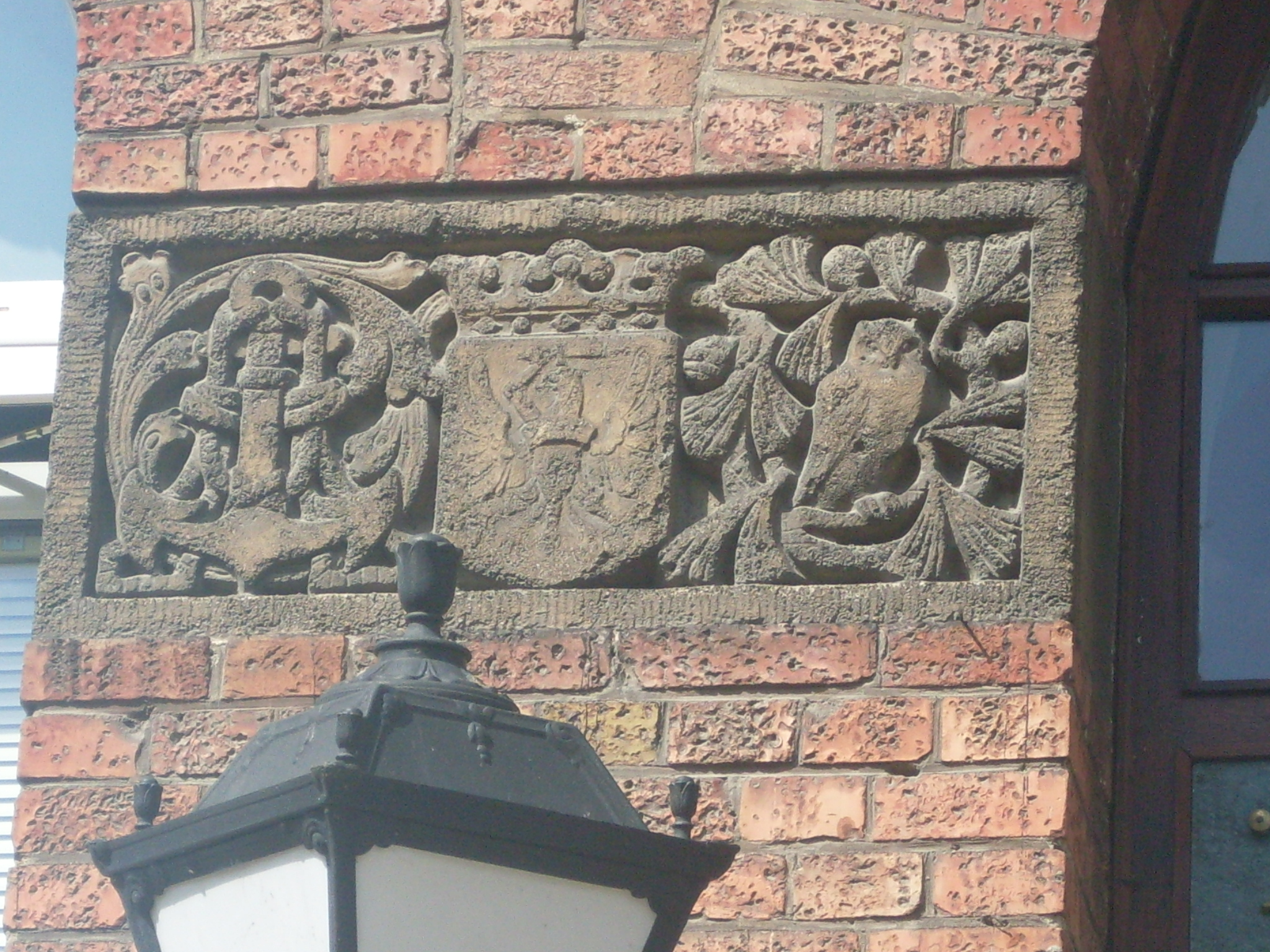
Relief na ścianie budynku Wydziału Zarządzania Uniwersytetu Gdańskiego z herbem Prus Królewskich

## Prusy Książęce – Księstwo Pruskie (1525–1657)

Herb Prus Książęcych z literą „S” od imienia króla: Sigismundus (Zygmunt)
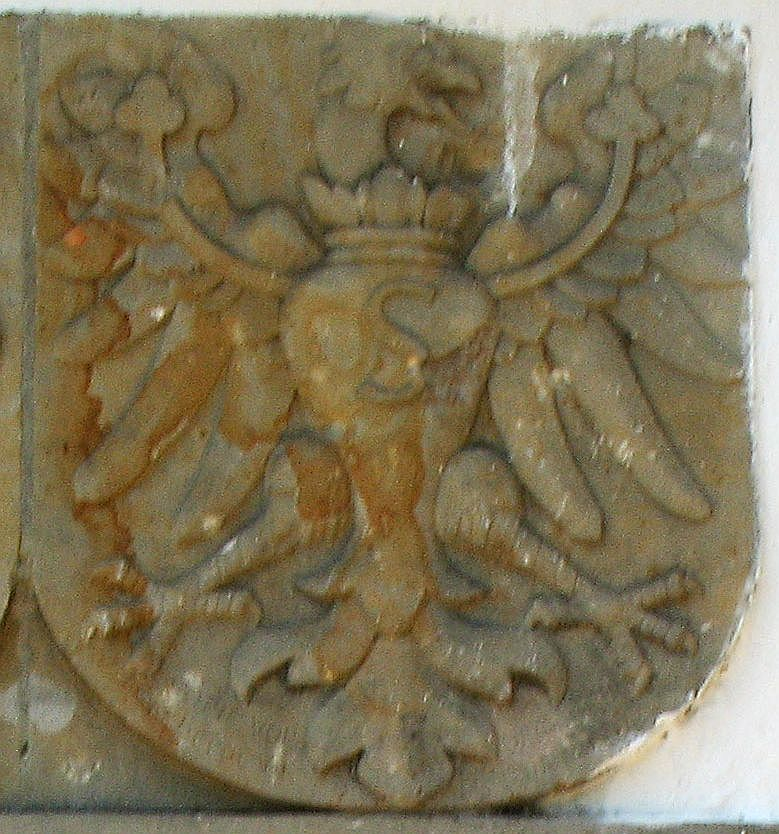
Herb Prus Książęcych z 1545 ze słupa granicznego w Boguszach

## Królestwo Prus (1701–1918)

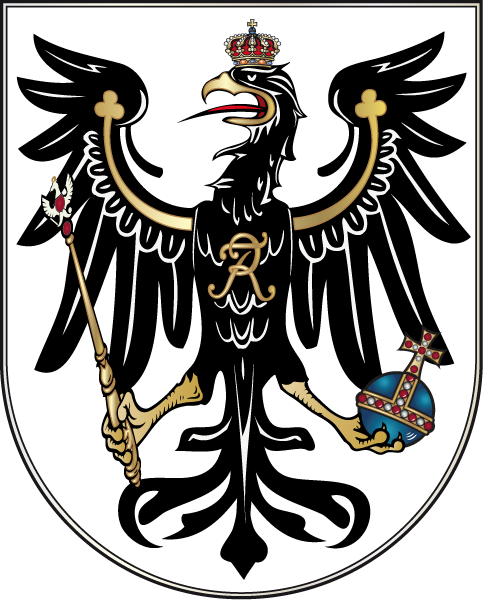
Herb Królestwa Prus
Herb wielki Królestwa Prus

## Wolne Państwo Prusy (1918–1947)

Herb Wolnego Państwa Prusy do 1933
Herb Wolnego Państwa Prusy w latach 1933–1947 (w użyciu do 1945)

## Orzeł pruski we współczesnej heraldyce polskiej

Orzeł Prus Królewskich w herbie powiatu świeckiego
Orzeł Prus Królewskich w herbie powiatu tucholskiego
Orzeł Prus Królewskich w herbie powiatu malborskiego
Skrzydło i zbrojna ręka orła Prus Królewskich w herbie powiatu wąbrzeskiego
Skrzydło orła Prus Królewskich w herbie Wąbrzeźna
„Spolszczona” wersja orła Prus Królewskich w herbie województwa toruńskiego
„Spolszczona” wersja orła Prus Królewskich w herbie powiatu chełmińskiego
„Spolszczona” wersja orła Prus Królewskich w herbie powiatu toruńskiego
Głowa „spolszczonej” wersji orła Prus Królewskich w herbie gminy Świekatowo
Trzy orły Prus Książęcych w herbie powiatu gołdapskiego
Głowa orła Prus Książęcych w herbie powiatu oleckiego
Orzeł Królestwa Prus w herbie Orzysza
Orzeł Prus Książęcych w herbie województwo warmińsko-mazurskiego